# Olympische Winterspiele 2018/Biathlon – Staffel (Männer)
Das 4 × 7,5-km-Staffelrennen der Männer im Biathlon bei den Olympischen Winterspielen 2018 fand am 23. Februar 2018 um 20:15 Uhr statt. Austragungsort war das Alpensia Biathlon Centre. Gold ging an die schwedische Staffel, Silber gewann Norwegen, die deutsche Mannschaft holte sich Bronze.

## Wettkampfbeschreibung
Beim Staffelrennen gingen vier Athleten einer Nation als Mannschaft ins Rennen. Jeder Athlet hatte dabei eine Laufstrecke von 7,5 km mit je drei gleich langen Runden zu absolvieren. Nach den ersten beiden Runden war jeweils einmal der Schießstand anzulaufen; beim ersten Mal muss liegend, beim zweiten Mal stehend geschossen werden. Anders als in den Einzelwettkämpfen standen den Athleten pro Schießeinlage bis zu drei Nachladepatronen zur Verfügung. Für jede Scheibe, die nach Abgabe aller acht Schüsse nicht getroffen wurde, musste eine Strafrunde mit einer Länge von 150 m absolviert werden. Die Staffelübergabe an den nächsten Athleten erfolgte durch eine eindeutige Berührung am Körper innerhalb einer vorgegebenen Wechselzone. Der letzte Athlet lief am Ende seiner dritten Laufrunde nicht mehr in die Wechselzone, sondern direkt ins Ziel. Sieger war diejenige Nation, deren Staffel als erste das Ziel erreichte.
Totalanstieg: 4 × 255 m, Maximalanstieg: 40 m, Höhenunterschied: 36 m 

18 Staffeln am Start, davon 3 überrundet.

## Ergebnisse
| Platz | Land Sportler                                                                    | Zeit                                                        | Strafrunden + Nachlader                                                      |
| ----- | -------------------------------------------------------------------------------- | ----------------------------------------------------------- | ---------------------------------------------------------------------------- |
| 1     | Schweden Peppe Femling Jesper Nelin Sebastian Samuelsson Fredrik Lindström       | 1:15:16,5 h 18:50,9 min 18:59,9 min 18:31,5 min 18:54,2 min | 0+7 (0+2, 0+5) 0+1 (0+0, 0+1) 0+4 (0+1, 0+3) 0+1 (0+1, 0+0) 0+1 (0+0, 0+1)   |
| 2     | Norwegen Lars Helge Birkeland Tarjei Bø Johannes Thingnes Bø Emil Hegle Svendsen | 1:16:12,0 h 18:48,1 min 19:17,5 min 18:16,3 min 19:50,1 min | 1+12 (0+4, 1+8) 0+2 (0+1, 0+1) 0+6 (0+3, 0+3) 0+1 (0+0, 0+1) 1+3 (0+0, 1+3)  |
| 3     | Deutschland Erik Lesser Benedikt Doll Arnd Peiffer Simon Schempp                 | 1:17:23,6 h 18:23,6 min 19:48,2 min 18:23,8 min 20:48,0 min | 3+10 (0+3, 3+7) 0+1 (0+0, 0+1) 2+3 (0+0, 2+3) 0+0 (0+0, 0+0) 1+6 (0+3, 1+3)  |
| 4     | Österreich Tobias Eberhard Simon Eder Julian Eberhard Dominik Landertinger       | 1:18:09,0 h 19:03,6 min 18:47,4 min 19:53,9 min 20:24,1 min | 2+11 (0+2, 2+9) 0+3 (0+1, 0+2) 0+1 (0+0, 0+1) 2+4 (0+1, 2+3) 0+3 (0+0, 0+3)  |
| 5     | Frankreich Simon Desthieux Émilien Jacquelin Martin Fourcade Antonin Guigonnat   | 1:18:43,1 h 20:12,1 min 19:06,0 min 20:01,2 min 19:23,8 min | 3+12 (0+4, 3+8) 2+5 (0+2, 2+3) 0+1 (0+0, 0+1) 1+4 (0+1, 1+3) 0+2 (0+1, 0+1)  |
| 6     | Vereinigte Staaten Lowell Bailey Sean Doherty Tim Burke Leif Nordgren            | 1:19:06,7 h 19:14,2 min 19:14,0 min 19:32,5 min 21:06,0 min | 2+14 (2+6, 0+8) 0+4 (0+2, 0+2) 0+1 (0+1, 0+0) 0+3 (0+0, 0+3) 2+6 (2+3, 0+3)  |
| 7     | Tschechien Ondřej Moravec Michal Šlesingr Jaroslav Soukup Michal Krčmář          | 1:19:23,6 h 18:58,1 min 18:36,5 min 20:40,3 min 21:08,7 min | 2+13 (0+4, 2+9) 0+3 (0+0,0+3) 0+1 (0+1, 0+0) 1+4 (0+1, 1+3) 1+5 (0+2, 1+3)   |
| 8     | Belarus Anton Smolski Raman Jaljotnau Sergei Botscharnikow Uladsimir Tschapelin  | 1:20:06,0 h 18:51,4 min 19:55,8 min 21:02,4 min 20:16,4 min | 3+12 (2+6, 1+6) 0+1 (0+0, 0+1) 1+4 (0+1, 1+3) 2+4 (2+3, 0+1) 0+3 (0+2, 0+1)  |
| 9     | Ukraine Artem Pryma Serhij Semenow Wladimir Semakow Dmytro Pidrutschnyj          | 1:20:17,3 h 18:47,5 min 20:19,4 min 20:55,7 min 20:14,7 min | 2+9 (0+0, 2+9) 0+0 (0+0, 0+0) 0+3 (0+0, 0+3) 1+3 (0+0, 1+3) 1+3 (0+0, 1+3)   |
| 10    | Slowenien Miha Dovžan Klemen Bauer Mitja Drinovec Lenart Oblak                   | 1:20:17,3 h 19:33,5 min 19:44,1 min 20:23,1 min 20:36,6 min | 1+10 (0+5, 1+5) 0+2 (0+0, 0+2) 1+4 (0+1, 1+3) 0+3 (0+3, 0+0) 0+1 (0+1, 0+0)  |
| 11    | Kanada Christian Gow Scott Gow Macx Davies Brendan Green                         | 1:20:56,8 h 19:11,8 min 19:23,3 min 22:16,0 min 20:05,7 min | 1+11 (0+4, 1+7) 0+3 (0+0, 0+3) 0+0 (0+0, 0+0) 1+6 (0+3, 1+3) 0+2 (0+1, 0+1)  |
| 12    | Italien Thomas Bormolini Lukas Hofer Giuseppe Montello Dominik Windisch          | 1:21:35,6 h 20:03,8 min 19:00,7 min 20:37,5 min 21:53,6 min | 4+16 (1+5, 3+11) 0+4 (0+1, 0+3) 0+3 (0+1, 0+2) 1+3 (0+0, 1+3) 3+6 (1+3, 2+3) |
| 13    | Estland Rene Zahkna Kalev Ermits Roland Lessing Kauri Kõiv                       | 1:22:26,4 h 19:32,7 min 20:05,6 min 21:12,2 min 21:35,9 min | 3+15 (1+5, 2+10) 0+4 (0+2, 0+2) 1+3 (0+0, 1+3) 1+5 (1+3, 0+2) 1+3 (0+0, 1+3) |
| 14    | Rumänien George Buta Remus Faur Gheorghe Pop Cornel Puchianu                     | 1:22:51,1 h 20:32,7 min 20:16,9 min 20:25,6 min 21:35,9 min | 2+8 (0+1, 2+7) 0+1 (0+0, 0+1) 0+2 (0+0, 0+2) 0+2 (0+1, 0+1) 2+3 (0+0, 2+3)   |
| 15    | Schweiz Serafin Wiestner Benjamin Weger Jeremy Finello Mario Dolder              | 1:23:06,1 h 21:30,0 min 19:17,2 min 20:22,6 min 21:56,3 min | 5+19 (2+8, 3+11) 2+6 (2+3, 0+3) 0+5 (0+3, 0+2) 0+5 (0+2, 0+3) 3+3 (0+0, 3+3) |
| 16    | Bulgarien Krassimir Anew Anton Sinapow Dimitar Gerdschikow Wladimir Iliew        | – 19:59,9 min 19:52,2 min LAP –                             | 3+13 (1+5, 2+8) 1+3 (0+0, 1+3) 0+4 (0+2, 0+2) 2+6 (1+3, 1+3) –               |
| 17    | Kasachstan Maxim Braun Wassili Podkorytow Wladislaw Witenko Roman Jeremin        | – 20:13,2 min 20:55,7 min LAP –                             | 2+10 (0+5, 2+5) 0+1 (0+0, 0+1) 0+4 (0+3, 0+1) 2+5 (0+2, 2+3) –               |
| 18    | Slowakei Matej Kazár Tomáš Hasilla Šimon Bartko Martin Otčenáš                   | – 18:42,0 min 22:04,0 min LAP –                             | 5+11 (4+6, 1+5) 0+0 (0+0, 0+0) 1+6 (0+3, 1+3) 4+5 (4+3, 0+2) –               |